# Vukanovići
Vukanovići är en ort i Bosnien och Hercegovina.   Den ligger i entiteten Federationen Bosnien och Hercegovina, i den centrala delen av landet, 40 km norr om huvudstaden Sarajevo. Vukanovići ligger 979 meter över havet och antalet invånare är 248.
Terrängen runt Vukanovići är kuperad. Närmaste större samhälle är Kakanj, 9,1 km söder om Vukanovići. 
I omgivningarna runt Vukanovići växer i huvudsak blandskog. Runt Vukanovići är det ganska tätbefolkat, med 93 invånare per kvadratkilometer.